# Flank (militär)
Flank (fr. flanc, sida) innebär militärt antingen en befästningslinje, eller i taktiska sammanhang de yttersta delarna av en truppavdelning eller stridsställning.

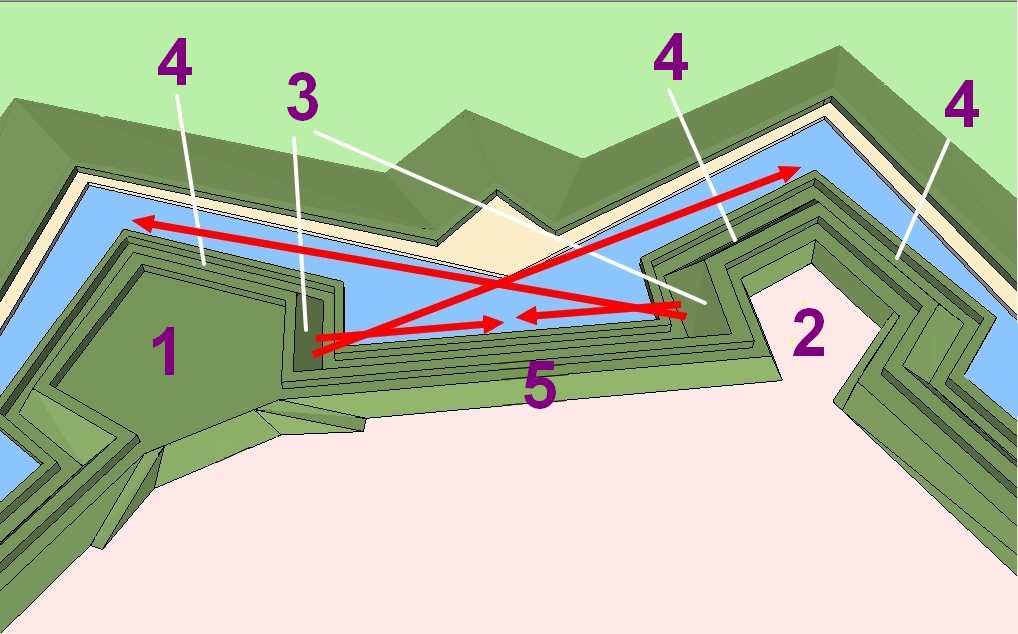
Bastionsförsvar med två olika typer av bastioner: Solid bastion (1), Ihålig bastion (2), Flank (3), Fas, Face (4), Kurtin (5). Röda eldgivningspilar visar flankerande eld.

## Flank i befästning
I bastionsförsvar utgör flanken den del av bastionen som är närmast fästningsvallen, kurtinen. Flanken kan även vara insvängd (orillon) i skydd av bastionen.
 Artilleri som placeras här kan både bestryka längs med kurtinen och näraliggande bastions sida (fas) med eldgivning mot en anfallande fiende, så kallad flankerande eld (eng. flanking fire).

Flank kallas även en tillbakadragen befästningslinje i ett utanverk, som syftar till att skydda  försvarsställningens sidor eller flanker för fiendens kringgående rörelser, till exempel i en lynett.

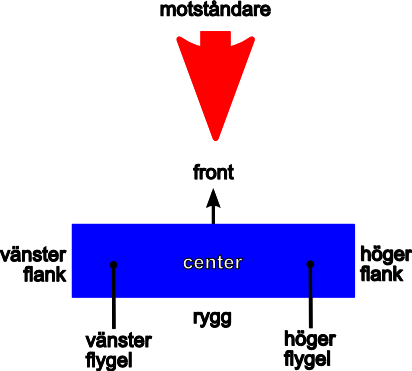
Begrepp inom militär taktik.

## Flank inom militärtaktik
Inom militär taktik betecknar flank den yttersta delen av en truppavdelning eller stridsställning. Då ett förband uppställt på linje är starkast i sin front, måste en motståndare för att segra vara ännu starkare eller snabbt nå de svagare delarna, flank eller rygg, på motståndaren. Att med en trupprörelse nå flank eller rygg, samtidigt som motståndaren uppehålls frontalt kallas omfattning. Om man genom att göra en egen flygel starkare än motståndarens, oftast med lättrörliga trupper (kavalleri eller mekaniserat infanteri) och därefter kan göra en omfattningsrörelse runt motståndarens flank och rygg kallas det överflygling.

Att samordnat genomföra omfattningsrörelser runt motståndarens båda flanker kallas dubbel omfattning. Om de omfattande trupperna får kontakt med varandra på motsatta sidan, är motståndaren inringad och har ingenstans att retirera. Motståndaren måste då antingen slå sig ut, eller få hjälp utifrån att bryta inringningen.

Då relativt lite stridsverksamhet kan utvecklas i flanken är denna en trupps sårbaraste del, och bör vid förflyttning och strid skyddas med flankskydd.

## Galleri

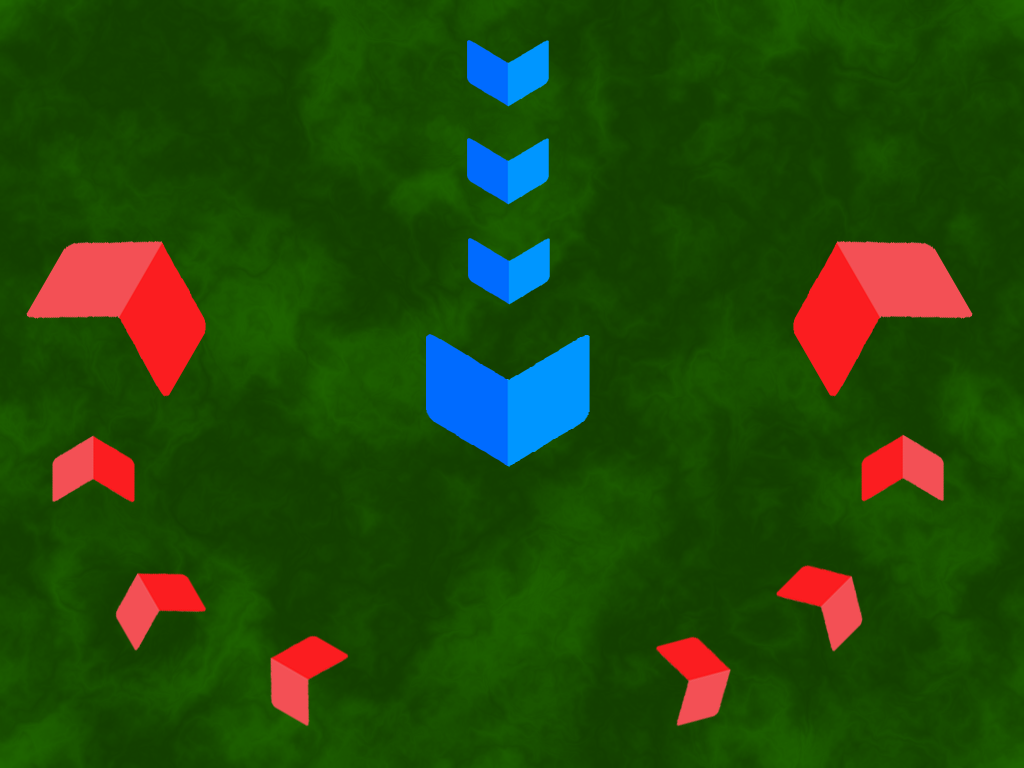
Schematisk bild där den röda styrkan genomför dubbel omfattning mot den framryckande blå styrkan.